# Tomás Altamirano Duque
Tomás Altamirano Duque (Ciudad de Panamá, 10 de enero de 1934 - Ciudad de Panamá, 3 de marzo de 2021) fue un político panameño que se desempeñó como Primer Vicepresidente de Panamá desde el 1 de septiembre de 1994 hasta el 1 de septiembre de 1999, bajo la presidencia de Ernesto Pérez Balladares.

## Biografía
En la década de 1960, Altamirano fue encarcelado por cargos de fraude relacionados con su cargo en el gobierno. El gobernante militar Omar Torrijos lo indultó luego de pasar cinco meses en la cárcel. Más tarde se hizo amigo del gobernante militar Manuel Antonio Noriega. En junio de 1989, Noriega nombró a Altamirano como administrador del Canal de Panamá. Sin embargo, en diciembre, solo dos semanas antes de la invasión estadounidense que destituiría a Noriega de su cargo, el presidente estadounidense George H. W. Bush ignoró la nominación y nombró a Fernando Manfredo.
En 1994, Altamirano se convirtió en vicepresidente de Panamá bajo Pérez Balladares. Fue una de las más de 200 personas indultadas por el nuevo presidente por acciones durante el gobierno de Noriega, una acción que Pérez Balladares calificó como un paso hacia la reconciliación nacional.
Altamirano fue el editor de The Star and Herald of Panama City, que fue el periódico en idioma inglés más antiguo de América Latina hasta su cierre en 1987. El editor del periódico, José Gabriel Duque, primo de Altamirano, lo acusó de cerrar el periódico porque había seguido cubriendo grupos de oposición luego del cierre de los medios independientes a principios de año. También fue director-editor del diario en español La Estrella de Panamá, que en 1989 era el más grande de Panamá.
Falleció el 3 de marzo de 2021 a la edad de 87 años. Las honras fúnebres se realizaron en la Iglesia del Carmen en la Ciudad de Panamá.

## Vida personal
Altamirano se casó con Sonia Mantovani, con quien tuvo dos hijos. Uno de sus hijos, Tomás Altamirano Mantovani también se convirtió en político, sirviendo como legislador en la Asamblea Nacional de Panamá. Murió en un accidente automovilístico el 1 de marzo de 2009 a los 49 años.